# Hagen (Luxembourg)
Pour les articles homonymes, voir Hagen.
Hagen (en luxembourgeois : Hoen ) est un village de la vallée des sept châteaux et une section de la commune luxembourgeoise de Steinfort située dans le canton de Capellen.

## Géographie
Le village est bordé au nord par l'Eisch, un affluent de l'Alzette, et au sud par le ruisseau d'Autelbas qui se jette dans l'Eisch en bordure orientale du village.

## Culture locale et patrimoine

### Lieux et monuments
Église de Hagen
L'église de Hagen est une église catholique dont le saint patron est saint Antoine l'ermite, dont la fête est célébrée le 17 janvier. Elle se trouve au centre du village le long de la rue principale au croisement avec la rue de l'École. L'église est construite en 1871 selon les plans de Charles Arendt (lb) comme extension d'une chapelle érigée en paroisse en 1843 et dédiée à saint Antoine. La tour de l'Église d'origine était en bois, mais elle est démolie en 1864 en raison de son délabrement. À cette époque, le cimetière est encore à proximité de l'Église, de nos jours, il se situe à la périphérie du village en direction de Kleinbettingen. De 1951 à 1952, l'église est reconstruite et reçoit un nouvel autel grâce à l'architecte Jean Deitz (lb).

### Personnalités liées à la localité
- Dominique Heckmes (lb) (1878-1938), compositeur et prêtre.
- Léon Lambert (Schoulmeeschter) (lb) (1924-2014), instituteur enrôlé de force.
- Willy Prinz (lb) (1877-1942), boxeur.